# Gareth Sine
Gareth Sine (Calgary, 14 agosto 1985) è un ex sciatore alpino canadese.

## Biografia
Originario di Calgary e attivo in gare FIS dall'agosto del 2000, Sine esordì in Nor-Am Cup il 9 gennaio 2001 a Lake Louise in supergigante (76º). Ai Mondiali juniores di Bardonecchia 2005 vinse la medaglia d'argento nel supergigante; nello stesso anno conquistò il primo podio in Nor-Am Cup, il 12 dicembre a Panorama nella medesima specialità (2º).
Conquistò l'unica vittoria in Nor-Am Cup il 12 febbraio 2006 a Big Mountain in discesa libera ed esordì in Coppa del Mondo il 25 dicembre successivo a Lake Louise nella medesima specialità arrivando 36º: tale piazzamento sarebbe rimasto il migliore di Sine nel massimo circuito internazionale.
Il 14 dicembre 2007 colse l'ultimo podio in Nor-Am Cup, a Big Mountain in discesa libera (2º), e il 2 marzo 2008 prese per l'ultima volta il via in Coppa del Mondo, a Kvitfjell in supergigante senza completare la gara. Si ritirò durante la stagione 2008-2009 e la sua ultima gara fu la supercombinata di Nor-Am Cup disputata a Mammoth Mountain il 13 febbraio, non completata da Sine; in carriera non prese parte a rassegne olimpiche o iridate.

## Palmarès

### Mondiali juniores
- 1 medaglia:
  - 1 argento (supergigante a Bardonecchia 2005)

### Nor-Am Cup
- Miglior piazzamento in classifica generale: 4º nel 2006
- 8 podi:
  - 1 vittoria
  - 5 secondi posti
  - 2 terzi posti

#### Nor-Am Cup - vittorie
| Data             | Località     | Paese       | Specialità |
| ---------------- | ------------ | ----------- | ---------- |
| 12 febbraio 2006 | Big Mountain | Stati Uniti | DH         |

Legenda:

DH = discesa libera